# Dennis Clifford
Dennis Clifford (Bridgewater, Massachusetts, 29 de febrero de 1992) es un baloncestista estadounidense que pertenece a la plantilla de SC Rasta Vechta de la Basketball Bundesliga. Con 2,16 metros de estatura juega en la posición de pívot.

## Trayectoria deportiva

### Universidad
Jugó cinco temporadas con los Eagles del Boston College, aunque una de ellas se la perdió prácticamente entera por una lesión en la rodilla, en las que promedió 7,1 puntos, 5,2 rebotes y 1,0 tapones por partido.

### Profesional
Tras no ser elegido en el Draft de la NBA de 2016, fue invitado a la pretempotada de los Santa Cruz Warriors, firmando finalmente con el equipo de la NBA D-League.
En julio de 2017 fichó por el ALBA Berlín de la BBL alemana.